# کیت پاردی

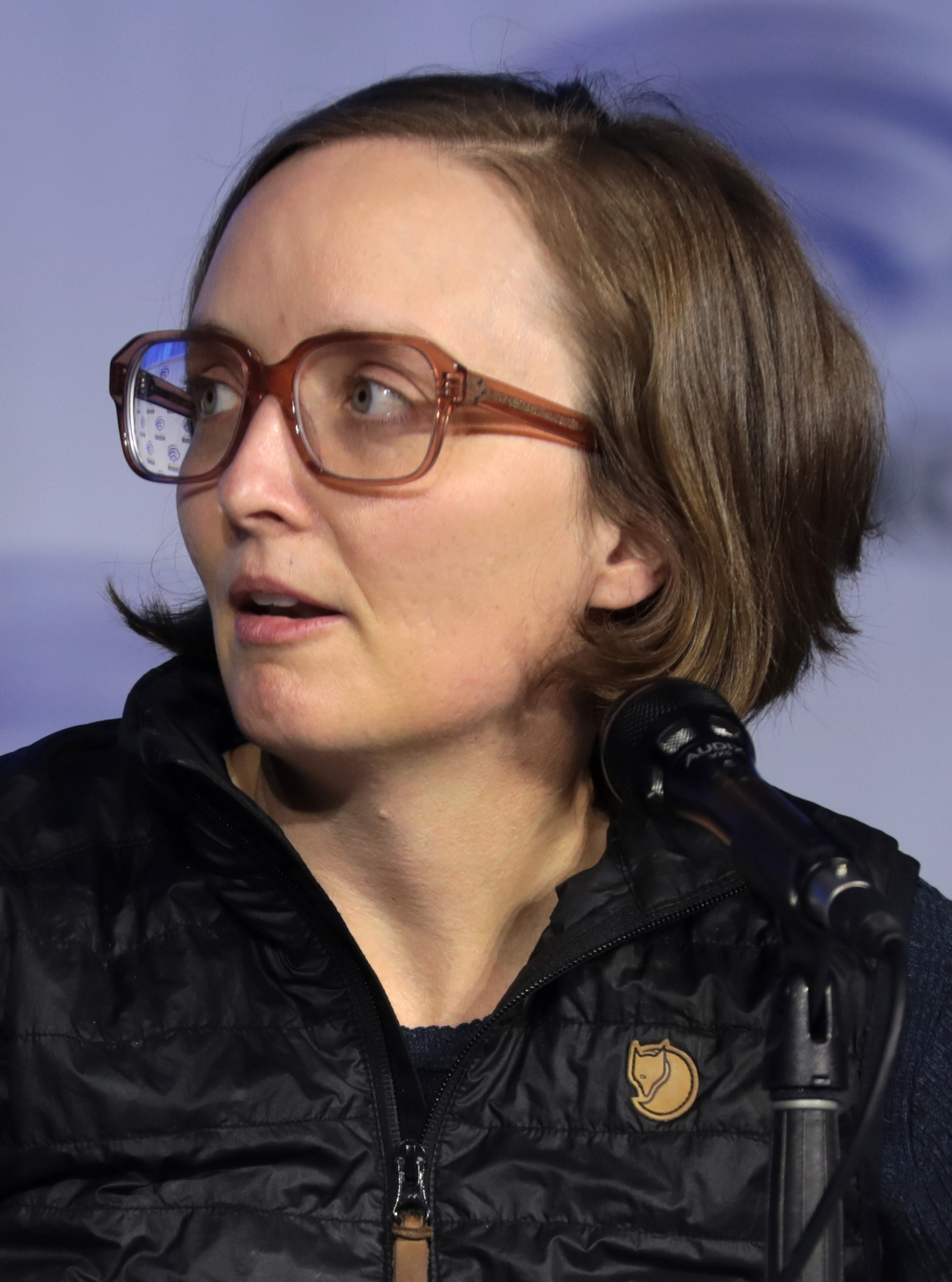
کیت پاردی۲۰۲۲ در کالیفرنیا

کیت پاردی (به انگلیسی: Kate Purdy) نویسنده و تهیه‌کننده تلویزیونی اهل ایالات متحده آمریکا است. پاردی به خاطر نویسندگی مجموعه تلویزیونی کمدی بوجک هورسمن شناخته می‌شود. همچنین او خالق مجموعه تلویزیونی انجام نشده نیز می‌باشد. او در سن آنتونیو در تگزاس بزرگ شده‌است. پدر وی معلم زبان اسپانیایی بود و وی همراه با خانواده اش برای چندین سال در گوادالاخارا، خالیسکو، مکزیک زندگی می‌کردند.

## گزیده فیلمشناسی
| سال       | عنوان         | نقش                                   |
| --------- | ------------- | ------------------------------------- |
| ۲۰۱۹–     | انجام نشده    | Co-creator, نویسنده، تهیه‌کننده اجرایی |
| ۲۰۱۴–۲۰۱۸ | بوجک هورسمن   | نویسنده، تهیه‌کننده                    |
| ۲۰۱۴–۲۰۱۵ | The McCarthys | نویسنده، تهیه‌کننده                    |
| ۲۰۱۴      | Enlisted      | نویسنده، تهیه‌کننده                    |
| ۲۰۱۰–۲۰۱۲ | Cougar Town   | نویسنده، story editor                 |

## جوایز و افتخارات
- ۲۰۱۷, Writers Guild of America Award for Television: Animation